# میشل دوشوسوآ
میشل دوشوسوآ (انگلیسی: Michel Duchaussoy؛ ‏ ۲۹ نوامبر ۱۹۳۸ – ۱۳ مارس ۲۰۱۲) بازیگر اهل فرانسه بود.
از فیلم‌ها یا برنامه‌های تلویزیونی که وی در آن نقش داشته‌است، می‌توان به زن بی‌وفا، آستریکس و اوبلیکس: خدا حافظ خاک بریتانیا، غریزه جنایت، شتابزده، با عشق ... از عصر دلیل، به گل رز خوش آمدید و فورت ساگان اشاره کرد.